# Loxosceles harrietae
Loxosceles harrietae là một loài nhện trong họ Sicariidae.
Loài này thuộc chi Loxosceles. Loxosceles harrietae được miêu tả năm 1967 bởi Gertsch.